# Ringen (skulptur)
 For alternative betydninger, se Ringen. (Se også artikler, som begynder med Ringen)
Ringen er en platineret bronzeskulptur fra 1993 og er ejet af Hjørring Kommune. Skulpturen står på Springvandspladsen i centrum af Hjørring og er lavet af billedhugger Claes Hakes. Den har en diameter på over fire meter.
Bag ved ringen ligger et cirkulært bassin i granit med en tilsvarende diameter.
Vandet står til op over kanten på bassinet og skaber en blank og strømmende bevægelse, hvor man kan se, at himlen spejler sig i den.
Vandet i bassinet er opvarmet, og bassinet må derfor ikke tømmes for vand om vinteren.